# František Jaroš
František Jaroš (30. září 1909 – ???) byl český a československý politik Komunistické strany Československa a poválečný poslanec Ústavodárného Národního shromáždění a Národního shromáždění ČSR. V 50. a 60. letech náměstek ministra zdravotnictví.

## Biografie
V roce 1946 se uvádí jako úředník, bytem Vyškov.
V parlamentních volbách v roce 1946 byl zvolen poslancem Ústavodárného Národního shromáždění za KSČ. V parlamentu setrval do konce funkčního období, tedy do voleb do Národního shromáždění roku 1948, v nichž byl zvolen do Národního shromáždění za KSČ ve volebním kraji Brno. Mandát zastával do konce funkčního období, tedy do voleb do Národního shromáždění roku 1954.
Počátkem 50. let se uvádí jako náměstek ministra zdravotnictví. V této funkci působil ještě v druhé polovině 60. let.